# Famille Bridoux
Pour les articles homonymes, voir Bridoux.
La famille Bridoux est une famille française, originaire de la Somme, qui a produit plusieurs militaires.

## Filiation
Marie Joseph Eugène Bridoux (Oisemont, 25 février 1856 – Pœuilly, 17 septembre 1914) est, parmi les officiers généraux tués à l'ennemi durant la Première Guerre mondiale, le premier d'entre eux à avoir exercé un grand commandement en qualité de général de division. 
Fils d'un maréchal des logis du 4e Lanciers devenu gendarme à cheval dans la gendarmerie impériale, il intègre en 1875, à 19 ans, Saint-Cyr, où il bénéficie d'une bourse (promotion Dernière de Wagram). Capitaine (1887), puis chef d'escadrons (1898) au 3e régiment de Dragons, il est ensuite promu lieutenant-colonel (1902), puis colonel (1906) au 27e régiment de dragons. Nommé directeur de la cavalerie au ministère de la Guerre et promu général de brigade en 1909, puis général de division en 1913, il prend le commandement de la 5e division de cavalerie à Reims.
Mobilisé le 31 juillet 1914 à la tête de sa division, il prend part à la bataille des frontières au sein du 1er corps de cavalerie commandé par le général Sordet, unité qui participe ensuite, après la retraite des alliés, à la contre-offensive menée en septembre par la VIème armée commandée par le général Maunoury. Le 8 septembre, il relève, à la tête du 1er corps de cavalerie, le général Sordet, auquel le général Maunoury reprochait d'avoir opéré un mouvement de recul et va s'illustrer dans la bataille de l'Ourcq, décisive de la première victoire de la Marne. Alors que la 5e armée et le corps expéditionnaire britannique franchissent la Marne, la 6e armée traverse l'Ourcq, le 10 septembre, et poursuit les troupes allemandes, le 1er corps de cavalerie se voyant confier, sur la rive ouest de l'Oise, une mission de contournement qui va le conduire, après un épuisant périple de plus d'une centaine de kilomètres, au-delà de Saint-Quentin. Le général Bridoux y sera blessé dans une embuscade, le 17 septembre, et, transporté à Pœuilly (Somme), y mourra de ses blessures. Il a notamment laissé son nom à la caserne Bridoux à Metz, aujourd'hui un campus de l'université de Metz.
- Eugène Bridoux (1888-1955), son fils, également officier de cavalerie, commande le 2e régiment de hussards (1934-1936), devient général de brigade en 1938 et dirige l'École de cavalerie de Saumur.
Engagé dans la Collaboration, il est successivement Secrétaire général de la Délégation générale du gouvernement français dans les territoires occupés du 20 mars 1941 au 18 avril 1942, puis secrétaire d'État à la Guerre (du 18 avril 1942 au 25 mars 1943), et enfin sous-secrétaire d'État à la Défense nationale (du 26 mars 1943 au 20 août 1944) dans le gouvernement du maréchal Pétain. Il est promu général de division en 1941 puis général de corps d'armée en 1942. Lors de la Libération de la France, il s'enfuit à Sigmaringen. Capturé en 1945, il s'évade de Paris en 1947 et se réfugie en Espagne, où il meurt le 6 juin 1955. Il avait été condamné à mort par contumace et à la dégradation militaire pour faits de collaboration le 10 décembre 1948. Ses archives sont déposées à la Bibliothèque nationale de France. Elles comprennent ses Souvenirs de Vichy, journal tenu du 18 avril 1942 au 15 avril 1944. De son épouse Jeanne Suzanne Troupeau, il avait eu :
  - Eugène Jean Bridoux (1911-1945), chef d'escadrons de cavalerie, un des officiers de la LVF de 1943 jusqu'à septembre 1944. Il prit ensuite le commandement du 2e Régiment de grenadiers de la division Waffen-SS française Charlemagne avec le grade de Sturmbannführer. Il quitta cette fonction à la surprise générale, suite semble-t-il à une visite de son père au camp d'entraînement de Wildflecken, où s'opérait l'organisation de l'unité Waffen-SS française[1]. Il mourut le 14 juillet 1945 en Bavière, d'un suicide ou d'un assassinat, alors qu'il était en captivité.
  - Victor Marie René Bridoux (1913-2009), capitaine de cavalerie, officier-adjoint du 3e bataillon du Premier régiment de France (1943-1944), puis DRH des Chantiers de l'Atlantique (Saint-Nazaire)[2].